# Mapimite
La mapimite è un minerale.

## Origine e giacitura
Trovato la prima volta nelle miniere di Ojuela, nella regione di Mapimì (Messico), da cui prende il nome.